# Metopius
Metopius är ett släkte av steklar som beskrevs av Georg Wolfgang Franz Panzer 1806. Metopius ingår i familjen brokparasitsteklar.

## Bildgalleri

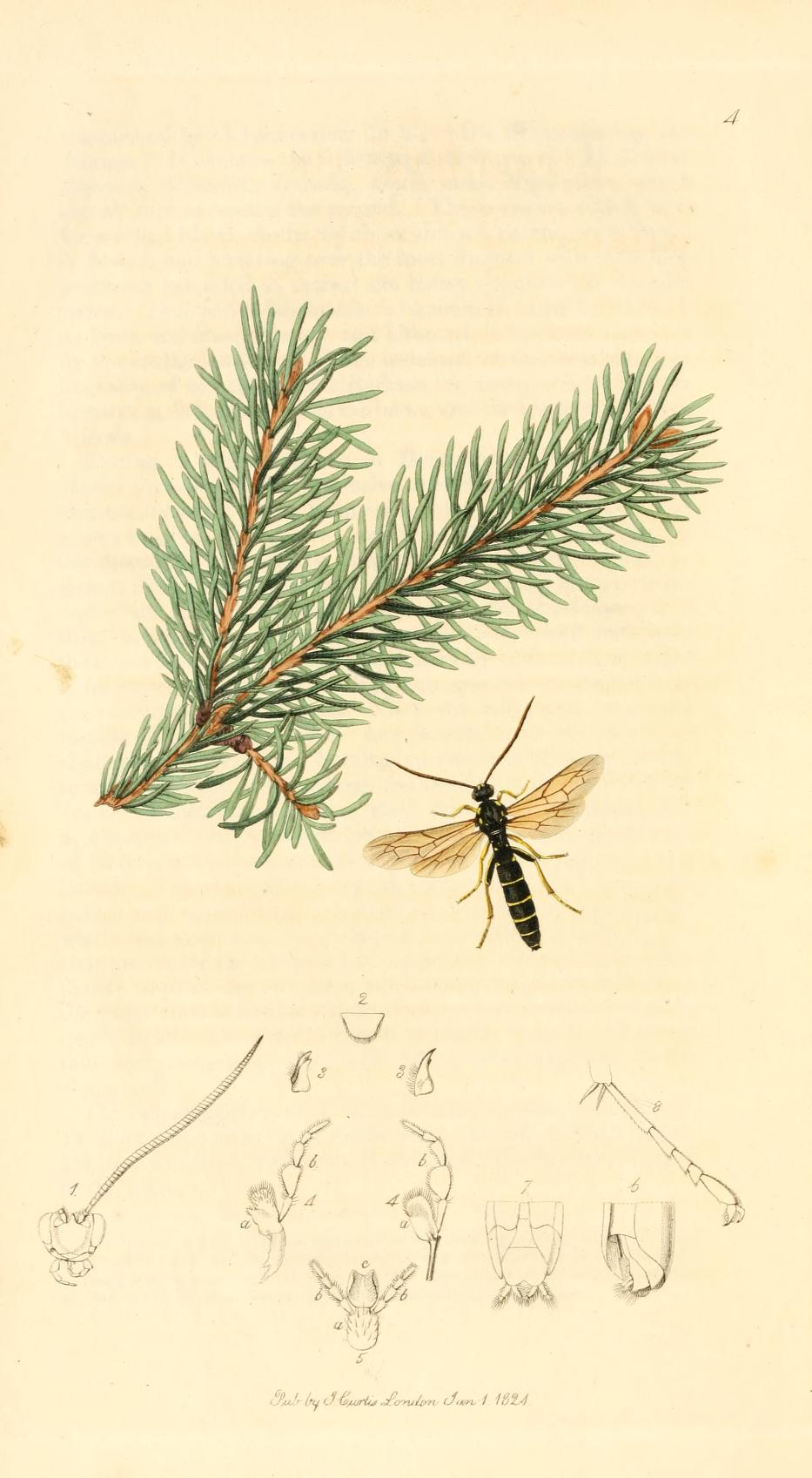
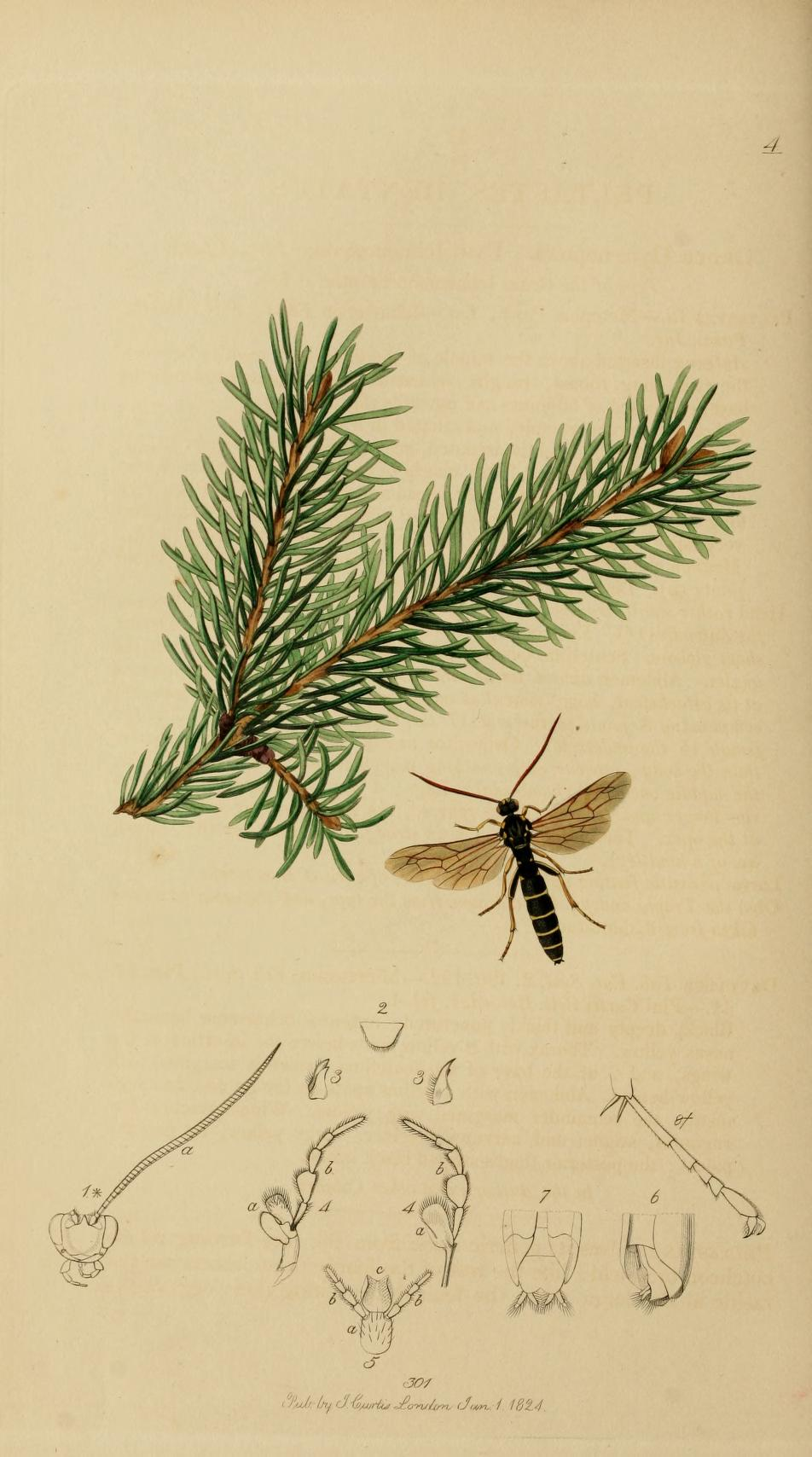

## Dottertaxa tillMetopius, i alfabetisk ordning[1][2]
- Metopius alanicus
- Metopius albipictus
- Metopius alluaudi
- Metopius amenus
- Metopius andreasi
- Metopius anxius
- Metopius arakawai
- Metopius areolatus
- Metopius audens
- Metopius austriacus
- Metopius baibarensis
- Metopius basalis
- Metopius basarukini
- Metopius bellatorius
- Metopius bellus
- Metopius bicarinatus
- Metopius birkmani
- Metopius brevicornis
- Metopius brevispina
- Metopius buscus
- Metopius butor
- Metopius calocatus
- Metopius carinatus
- Metopius castiliensis
- Metopius certus
- Metopius citratus
- Metopius clathratus
- Metopius comptus
- Metopius consector
- Metopius continuus
- Metopius contractus
- Metopius coreanus
- Metopius crassicornis
- Metopius crassipes
- Metopius croaticus
- Metopius croceicornis
- Metopius curtiventris
- Metopius dentatus
- Metopius dirus
- Metopius discolor
- Metopius dissectorius
- Metopius dolenus
- Metopius edwardsii
- Metopius elegans
- Metopius eritreae
- Metopius errantia
- Metopius erythropus
- Metopius femoratus
- Metopius flavobalteatus
- Metopius fossulatus
- Metopius fulvicornis
- Metopius fuscipennis
- Metopius fuscolatus
- Metopius galbaneus
- Metopius geophagus
- Metopius gressitti
- Metopius hakiensis
- Metopius halorus
- Metopius harpyiae
- Metopius hilaris
- Metopius hilaroides
- Metopius hispanicus
- Metopius insularis
- Metopius interruptus
- Metopius iyoensis
- Metopius kasparyani
- Metopius kiushuensis
- Metopius korbi
- Metopius krombeini
- Metopius laeviusculus
- Metopius latibalteatus
- Metopius laticinctellus
- Metopius leiopygus
- Metopius lobatus
- Metopius longispina
- Metopius lugubris
- Metopius maruyamensis
- Metopius mediterraneus
- Metopius melanopsis
- Metopius metallicus
- Metopius michaelseni
- Metopius mimicus
- Metopius necatorius
- Metopius nigrator
- Metopius nigripalpis
- Metopius nodiformis
- Metopius notabilis
- Metopius notatus
- Metopius oharai
- Metopius paludicola
- Metopius paradoxus
- Metopius pectoralis
- Metopius pelus
- Metopius pinatorius
- Metopius pocksungi
- Metopius pollinctorius
- Metopius polyptichi
- Metopius pulchellus
- Metopius purpureotinctus
- Metopius pusillus
- Metopius quadrifasciatus
- Metopius quambus
- Metopius rileyi
- Metopius rivolleti
- Metopius robustus
- Metopius rossicus
- Metopius rufipes
- Metopius rufus
- Metopius sapporensis
- Metopius scapulatus
- Metopius scitulus
- Metopius scrobiculatus
- Metopius scutatifrons
- Metopius secundus
- Metopius semotus
- Metopius senegalensis
- Metopius septemcinctus
- Metopius seyrigi
- Metopius sicheli
- Metopius similatorius
- Metopius sinensis
- Metopius soror
- Metopius strenuus
- Metopius syriacus
- Metopius tauricus
- Metopius transcaspicus
- Metopius tristis
- Metopius tsingtauensis
- Metopius turcestanicus
- Metopius uchidai
- Metopius ultimatus
- Metopius unifenestratus
- Metopius upembanus
- Metopius uralensis
- Metopius vandykei
- Metopius variegatus
- Metopius venustus
- Metopius vespoides
- Metopius vespulator
- Metopius victorovi
- Metopius vittatus
- Metopius xanthostigma
- Metopius zonurus
- Metopius zuluanus
- Metopius zuluensis